# Комплекс сооружений тюремного замка (Нежин)
Комплекс сооружений тюремного замка или Нежинский острог — памятник архитектуры и истории местного значения в Нежине. Сейчас здесь размещается станция скорой помощи.

## История
Решением исполкома Черниговского областного совета народных депутатов трудящихся от 26.06.1989 № 130 присвоен статус памятник истории местного значения с охранным № 6940 под названием Дом, где в 1933-1941 годы  органы НКВД и в 1941-1943 годы нацисты осуществляли массовые расстрелы заключённых.
Приказом Управления культуры Черниговского областного совета от 27.05.2003 № 122 присвоен статус памятник истории местного значения с охранным № 6948 под названием Дом тюремного замка, где в 1830 году был заключён предводитель крестьянских восстаний У. Я. Кармалюк.
Изначально были внесены в «список памятников архитектуры вновь выявленных» под названиями Тюремный замок (дом № 18) и Флигель Тюремного замка (острог) (дом № 18Б).
Приказом Министерства культуры и туризма от 21.12.2012 № 1566 присвоен статус памятник архитектуры местного значения с охранным № 10050-Чр под названием Комплекс сооружений тюремного замка. Состоит из самого замка и его флигеля. Установлена информационная доска.

## Описание
В начале 19 века было перепланирование многих городов, а также внедрение в 1802 году в стране единой системы губернского управления, расширение сети государственных учреждений вызвали потребность в сооружении большого количества новых административных и других казённых домов. В начале 1803 года разрабатывались типовые проекты и сметы домов генерал-губернатора, губернатора, вице-губернатора, позже — губернских и уездных присутственных мест, губернских и уездных острогов. Все проекты были утверждены Сенатом и одобрены царем как примерные для строительства во всей империи. Автором проектов был российский зодчий, представитель классицизма Адриан Дмитриевич Захаров.
Комплекс построен в 1830-е годы. Комплекс сооружений тюремного замка (острога) состоял из просторного прямоугольного двора, окружённого высокой стеной с башнями по углам, и зданий соответствующего предназначения внутри двора.
В 1830 году здесь был заключён предводитель крестьянских восстаний У. Я. Кармалюк. Во время Великой Отечественной войны на территории замка (острога) в июле 1942 года немецко-фашистскими оккупантами были расстреляны 150 жителей села Красные Партизаны. В июле—августе 1943 года в нём удерживали арестованных членов Нежинской подпольной комсомольско-молодёжной организации.
Тюремный замок (дом № 18) — двухэтажный, каменный, прямоугольный в плане дом, с четырёхскатной крышей. С западной и восточной сторон фасада ризалиты, которые завершаются треугольными фронтонами, в тимпанах — окно-светёлка. Окна четырёхугольные.  
Замок (острог) претерпел много перестроек и теперь используется Нежинской станцией скорой и неотложной медицинской помощи.
Установлены три мемориальные таблички:
1. «Тут в 1941-1943 гг. во дворе бывшей тюрьмы гитлеровские оккупанты расстреляли сотни советских людей. Вечная память жертвам фашизма! Никто не забытый, ничего не забыто»
2. «В ночь с 8 на 9 августа 1918 года Нежинский повстанческий отряд под руководством Н. Г. Крапивянского освободил заключённых из тюрьмы»
3. «В этом доме помещении бывшего острога города Нежина в 1830 году был заключён после очередного побега из сибирской каторги предводитель крестьянских восстаний против крепостного права Кармалюк Устим Якимович 10.03.1787—22.10.1835»